# TuS Celle FC
Turn- und Sportverein Celle FC – niemiecki klub piłkarski z siedzibą w mieście Celle, występujący w Bezirkslidze Niedersachsen, stanowiącej siódmy poziom rozgrywek w Niemczech.

## Historia
Klub został założony w 1945 roku w wyniku fuzji zespołów SpVgg Celle 1921 oraz Freie Turnschaft Celle. W latach 1947–1949 występował na drugim szczeblu rozgrywek, w Landeslidze Hannover. Następnie, w 1949 roku wszedł w skład nowo utworzonej Amateuroberligi (grupa Niedersachsen-Ost), która zastąpiła Landesligę jako drugą ligę. Grał niej do 1964 roku, a potem przez cztery lata w Landeslidze Niedersachsen. W 1968 roku awansował do Regionalligi (grupa Nord) i spędził w niej pięć lat, po czym spadł do Landesligi, z której również spadł rok później. W 1990 roku klub wrócił do trzeciej ligi, stanowionej przez Oberligę (grupa Nord). W 1994 roku wszedł w skład Regionalligi, która zastąpiła Oberligę na trzecim szczeblu rozgrywek. Występował w niej przez sześć lat, do spadku z ligi w roku 2000.

## Występy w lidze
| Liga                                                          | Poziom | Sezony | Lata                 |
| ------------------------------------------------------------- | ------ | ------ | -------------------- |
| Landesliga (grupa Hannover)                                   | II     | 2      | 1947–1949            |
| Amateuroberliga (grupy Niedersachsen-Ost, Niedersachsen-West) | II     | 15     | 1949–1964            |
| Regionalliga (grupa Nord)                                     | II     | 5      | 1968–1973            |
| Landesliga (grupa Niedersachsen)                              | III    | 5      | 1964–1968, 1973–1974 |
| Oberliga (grupa Nord)                                         | III    | 4      | 1990–1994            |
| Regionalliga (grupa Nord)                                     | III    | 6      | 1994–2000            |

## Reprezentanci kraju grający w klubie
- Bruno Akrapović
- Joakim Compaigne Ntsika
- Mourad Bounoua
- Said Mesraoui
- Tayt Ianni
- Fahed Dermech